# Rečica (Karlovac)
Rečica je naselje u blizini Karlovca, u čijem se sastavu administrativno nalazi. Naselje ima, prema popisu iz 2001., 1145 stanovnika.
Rečica je društveno, umjetničko i športsko središte, u kojoj djeluje Kulturno-umjetničko društvo "Rečica", nogometni klub "Mladost", dobrovoljna vatrogasna društva "Dolnja Rečica", "Rečica Kolodvor" i "Rečica-Matica " te lovačko društvo "Rečica". Rečica je također središte župe sv. Ivana Krstitelja, kojoj još pripadaju i sela Luka Pokupska, Zamršje i Karasi. Navedena sela i administrativno pripadaju Mjesnom odboru Rečica te društvenoj zajednici Rečice.
Rečica se u dokumentima spominje u 15. st. Najveća kulturno-povijesna baština Rečice i šire okolice je dvorac Draškovića, ostatak nekad mnogo većeg vlastelinstva. Dvorac je najpoznatiji po grofu Janku Draškoviću koji je u njemu boravio u prvoj polovici 19. st.

## KUD Rečica
Kulturno-umjetničko društvo "Rečica" najstarije je Društvo u Karlovačkoj županiji, djeluje neprestano od davne 1923. godine. Članovi društva desetljećima njeguju izvorne rečičke pjesme, plesove, običaje i narodnu nošnju, a svoj rad uspješno prezentiraju na svim važnim manifestacijama u Hrvatskoj i u inozemstvu. U Društvu djeluje nekoliko sekcija: Dječji tamburaški orkestar, folklorna sekcija, dječja folklorna sekcija i etnografska sekcija. Najveće bogatsvo Rečice je rečička narodna nošnja koja pripada pokupskom tipu narodne nošnje, ali se i znatno razlikuje od ostalih pokupskih nošnji po bogatim i osebujnim vezovima, bojama, utkanim ukrasima i našivenim nakitom. I muška i ženska nošnja prožeta je motivom divlje ruže (šipkova ruža).

## Stanovništvo
- 2001. – 629
- 1991. – 777 (Hrvati – 770, Srbi – 3, ostali – 4)
- 1981. – 854 (Hrvati – 835, Jugoslaveni – 10, Srbi – 4, ostali – 5)
- 1971. – 909 (Hrvati – 896, Srbi – 4, Jugoslaveni – 1, ostali – 8)

| broj stanovnika | 938   | 1033  | 980   | 969   | 879   | 992   | 1037  | 1073  | 1021  | 1039  | 1046  | 909   | 854   | 777   | 629   | 538   | 489   |
|                 | 1857. | 1869. | 1880. | 1890. | 1900. | 1910. | 1921. | 1931. | 1948. | 1953. | 1961. | 1971. | 1981. | 1991. | 2001. | 2011. | 2021. |

## Šport
- NK Mladost Rečica